# Liste der Boxweltmeister der NBA
In dieser Liste stehen alle Boxer, die sich den Boxweltmeistertitel der National Boxing Association (NBA) holten. Die NBA wurde 1921 gegründet. 1962 änderte der Verband seinen Namen in World Boxing Association (kurz WBA). Der WBA-Vorgänger NBA ist nicht zu verwechseln mit dem heutigen Randverband NBAW.

## Fliegengewicht
| Nr. | Weltmeister        | Von               | Bis                | Anzahl der Titelverteidigungen |
| --- | ------------------ | ----------------- | ------------------ | ------------------------------ |
| 1   | Fidel LaBarba      | 22. August 1925   | 1927               | 1                              |
| 2   | Pinky Silverberg   | 22. Oktober 1927  | November 1927      | 0                              |
| 3   | Frenchy Belanger   | 19. Dezember 1927 | 6. Februar 1928    | 0                              |
| 4   | Frankie Genaro     | 6. Februar 1928   | 2. März 1929       | 3                              |
| 5   | Émile Pladner      | 2. März 1929      | 18. April 1929     | 0                              |
| 6   | Frankie Genaro (2) | 18. April 1929    | 26. Oktober 1931   | 8                              |
| 7   | Victor Perez       | 26. Oktober 1931  | 31. Oktober 1932   | 0                              |
| 8   | Jackie Brown       | 31. Oktober 1932  | 9. September 1935  | 3                              |
| 9   | Benny Lynch        | 9. September 1935 | 29. Juni 1938      | 1                              |
| 10  | Little Dado        | 21. Februar 1941  | 1943               | 0                              |
| 11  | Rinty Monaghan     | 20. Oktober 1947  | 30. September 1949 | 1                              |

Weltmeistertitel im Fliegengewicht der anderen bedeutenden Verbände: WBC – WBA – IBF – WBO – NYSAC

## Bantamgewicht
| Nr. | Weltmeister       | Von                | Bis                | Anzahl der Titelverteidigungen |
| --- | ----------------- | ------------------ | ------------------ | ------------------------------ |
| 1   | Joe Lynch         | 22. Dezember 1922  | 21. März 1924      | 0                              |
| 2   | Bud Taylor        | 24. Juni 1927      | 18. Mai 1928       | 0                              |
| 3   | Bushy Graham      | 23. Mai 1928       | 12. April 1929     | 0                              |
| 4   | Panama Al Brown   | 8. Februar 1930    | 1934               | 3                              |
| 5   | Sixto Escobar     | 7. August 1935     | 26. August 1935    | 0                              |
| 6   | Louis Salica      | 26. August 1935    | 15. November 1935  | 0                              |
| 7   | Sixto Escobar (2) | 15. November 1935  | 1939               | 0                              |
| 8   | Georgie Pace      | 29. Oktober 1939   | 24. September 1940 | 0                              |
| 9   | Louis Salica (2)  | 24. September 1940 | 1942               | 3                              |
| 10  | Raúl Macías       | 9. März 1955       | 6. November 1957   | 2                              |
| 11  | Éder Jofre        | 18. November 1960  | 11. September 1962 | 2                              |

Weltmeistertitel im Bantamgewicht der anderen bedeutenden Verbände: WBC – WBA – IBF – WBO – NYSAC

## Federgewicht
| Nr. | Weltmeister           | Von                | Bis                | Anzahl der Titelverteidigungen |
| --- | --------------------- | ------------------ | ------------------ | ------------------------------ |
| 1   | Benny Bass            | 12. September 1927 | 10. Februar 1928   | 0                              |
| 2   | Tony Canzoneri        | 10. Februar 1928   | 28. Februar 1928   | 0                              |
| 3   | André Routis          | 28. September 1928 | 23. September 1929 | 1                              |
| 4   | Christopher Battalino | 23. September 1929 | 27. Januar 1932    | 3                              |
| 5   | Tommy Paul            | 26. Mai 1932       | 13. Januar 1933    | 0                              |
| 6   | Freddie Miller        | 13. Januar 1933    | 31. Mai 1936       | 12                             |
| 7   | Petey Sarron          | 31. Mai 1936       | 29. Oktober 1937   | 2                              |
| 8   | Henry Armstrong       | 29. Oktober 1937   | 12. September 1938 | 0                              |
| 9   | Joey Archibald        | 18. April 1939     | April 1940         | 0                              |
| 10  | Petey Scalzo          | 15. Mai 1940       | 1. Juli 1941       | 3                              |
| 11  | Richie Lemos          | 1. Juli 1941       | 18. November 1941  | 0                              |
| 12  | Jackie Wilson         | 18. November 1941  | 18. Januar 1943    | 1                              |
| 13  | Jackie Callura        | 18. Januar 1943    | 16. August 1943    | 1                              |
| 14  | Phil Terranova        | 16. August 1943    | 10. März 1944      | 1                              |
| 15  | Sal Bartolo           | 10. März 1944      | 7. Juni 1946       | 3                              |
| 16  | Willie Pep            | 7. Juni 1946       | 10. Oktober 1948   | 0                              |

Weltmeistertitel im Federgewicht der anderen bedeutenden Verbände: WBC – WBA – IBF – WBO – NYSAC

## Superfedergewicht
| Nr. | Weltmeister   | Von               | Bis               | Anzahl der Titelverteidigungen |
| --- | ------------- | ----------------- | ----------------- | ------------------------------ |
| 1   | Tod Morgan    | 16. Dezember 1927 | 1928              | 0                              |
| 2   | Kid Chocolate | 15. Juli 1931     | 25. Dezember 1933 | 3                              |
| 3   | Sandy Saddler | 6. Dezember 1949  | 8. September 1950 | 0                              |
| 4   | Harold Gomes  | 20. Juli 1959     | 16. März 1960     | 0                              |

Weltmeistertitel im Superfedergewicht der anderen bedeutenden Verbände: WBC – WBA – IBF – WBO – NYSAC

## Leichtgewicht
| Nr. | Weltmeister  | Von            | Bis            | Anzahl der Titelverteidigungen |
| --- | ------------ | -------------- | -------------- | ------------------------------ |
| 1   | Sammy Angott | 3. Mai 1940    | 8. März 1944   | 1                              |
| 2   | Juan Zurita  | 8. März 1944   | 18. April 1945 | 0                              |
| 3   | Ike Williams | 18. April 1945 | 1947           | 2                              |

Weltmeistertitel im Leichtgewicht der anderen bedeutenden Verbände: WBC – WBA – IBF – WBO – NYSAC

## Halbweltergewicht
| Nr. | Weltmeister    | Von                | Bis              | Anzahl der Titelverteidigungen |
| --- | -------------- | ------------------ | ---------------- | ------------------------------ |
| 1   | James Herring  | 21. März 1925      | 1926             | 1                              |
| 2   | Mushy Callahan | 21. September 1926 | 18. Februar 1930 | 3                              |
| 3   | Jackie Berg    | 18. Februar 1930   | 24. April 1931   | 6                              |
| 4   | Tony Canzoneri | 24. April 1931     | 18. Januar 1932  | 0                              |
| 5   | Johnny Jadick  | 18. Januar 1932    | 20. Februar 1933 | 0                              |

Weltmeistertitel im Halbweltergewicht der anderen bedeutenden Verbände: WBC – WBA – IBF – WBO – NYSAC

## Weltergewicht
| Nr. | Weltmeister        | Von               | Bis               | Anzahl der Titelverteidigungen |
| --- | ------------------ | ----------------- | ----------------- | ------------------------------ |
| 1   | Mickey Walker      | 2. Juni 1924      | 1924              | 1                              |
| 2   | Jackie Fields      | 25. März 1929     | 25. Juli 1929     | 1                              |
| 3   | Jack Thompson      | 9. Mai 1930       | 5. September 1930 | 1                              |
| 4   | Tommy Freeman      | 5. September 1930 | 14. April 1931    | 0                              |
| 5   | Jack Thompson (2)  | 14. April 1931    | 23. Oktober 1931  | 0                              |
| 6   | Lou Brouillard     | 23. Oktober 1931  | 28. Januar 1932   | 0                              |
| 7   | Jackie Fields (2)  | 28. Januar 1932   | 22. Februar 1933  | 0                              |
| 8   | Young Corbett III  | 22. Februar 1933  | 29. Mai 1933      | 0                              |
| 9   | Sugar Ray Robinson | 20. Dezember 1946 | 14. Februar 1951  | 0                              |
| 10  | Johnny Bratton     | 14. März 1951     | 18. Mai 1951      | 0                              |
| 11  | Kid Gavilán        | 18. Mai 1951      | 20. Oktober 1954  | 1                              |

Weltmeistertitel im Weltergewicht der anderen bedeutenden Verbände: WBC – WBA – IBF – WBO – NYSAC

## Mittelgewicht
| Nr. | Weltmeister        | Von                | Bis                | Anzahl der Titelverteidigungen |
| --- | ------------------ | ------------------ | ------------------ | ------------------------------ |
| 1   | Gorilla Jones      | 25. Januar 1932    | 11. Juni 1932      | 1                              |
| 2   | Marcel Thil        | 11. Juni 1932      | 1932               | 1                              |
| 3   | Lou Brouillard     | 23. September 1933 | 30. Oktober 1933   | 0                              |
| 4   | Vince Dundee       | 30. Oktober 1933   | 11. September 1934 | 2                              |
| 5   | Teddy Yarosz       | 11. September 1934 | 19. September 1935 | 0                              |
| 6   | Eddie Babe Risko   | 19. September 1935 | 11. Juli 1936      | 1                              |
| 7   | Freddie Steele     | 11. Juli 1936      | 26. Juli 1938      | 0                              |
| 8   | Al Hostak          | 26. Juli 1938      | 1. November 1938   | 0                              |
| 9   | Solly Krieger      | 1. November 1938   | 27. Juni 1939      | 0                              |
| 10  | Al Hostak (2)      | 27. Juni 1939      | 19. Juli 1940      | 1                              |
| 11  | Tony Zale          | 19. Juli 1940      | 16. Juli 1947      | 12                             |
| 13  | Rocky Graziano     | 16. Juli 1947      | 10. Juni 1948      | 0                              |
| 14  | Tony Zale (2)      | 10. Juni 1948      | 21. September 1948 | 0                              |
| 15  | Marcel Cerdan      | 21. September 1948 | 16. Juni 1949      | 0                              |
| 16  | Jake LaMotta       | 16. Juni 1949      | 14. Februar 1951   | 0                              |
| 17  | Sugar Ray Robinson | 1. Mai 1957        | 1957               | 0                              |
| 18  | Gene Fullmer       | 28. August 1959    | 23. Oktober 1962   | 7                              |

Weltmeistertitel im Mittelgewicht der anderen bedeutenden Verbände: WBC – WBA – IBF – WBO – NYSAC

## Halbschwergewicht
| Nr. | Weltmeister          | Von             | Bis               | Anzahl der Titelverteidigungen |
| --- | -------------------- | --------------- | ----------------- | ------------------------------ |
| 1   | Jimmy Slattery       | 30. August 1927 | 1927              | 0                              |
| 2   | George Nichols       | 18. März 1932   | 17. Dezember 1932 | 0                              |
| 3   | Bob Godwin           | 1. März 1933    | 24. März 1933     | 0                              |
| 4   | Maxie Rosenbloom     | 24. März 1933   | 1933              | 0                              |
| 5   | Billy Conn           | 13. Juli 1939   | 5. Juni 1940      | 3                              |
| 6   | Anton Christoforidis | 13. Januar 1941 | 22. Mai 1941      | 0                              |
| 7   | Gus Lesnevich        | 22. Mai 1941    | 26. Juli 1948     | 2                              |
| 8   | Archie Moore         | 12. August 1959 | 1959              | 0                              |
| 9   | Harold Johnson       | 7. Februar 1961 | 1. Juni 1963      | 2                              |

Weltmeistertitel im Halbschwergewicht der anderen bedeutenden Verbände: WBC – WBA – IBF – WBO – NYSAC

## Schwergewicht
| Nr. | Weltmeister         | Von                | Bis                | Anzahl der Titelverteidigungen |
| --- | ------------------- | ------------------ | ------------------ | ------------------------------ |
| 1   | Jack Dempsey        | 2. Juli 1921       | 23. September 1926 | 2                              |
| 2   | Gene Tunney         | 23. September 1926 | 31. Juli 1928      | 2                              |
| 3   | Max Schmeling       | 12. Juni 1930      | 21. Juni 1932      | 1                              |
| 4   | Jack Sharkey        | 21. Juni 1932      | 29. Juni 1933      | 0                              |
| 5   | Max Baer            | 14. Juni 1934      | 13. Juni 1935      | 0                              |
| 6   | Jim Braddock        | 13. Juni 1935      | 22. Juni 1937      | 0                              |
| 7   | Joe Louis           | 22. Juni 1937      | 1. März 1949       | 25                             |
| 8   | Ezzard Charles      | 22. Juni 1949      | 18. Juli 1951      | 8                              |
| 9   | Jersey Joe Walcott  | 18. Juli 1951      | 23. September 1952 | 1                              |
| 10  | Rocky Marciano      | 23. September 1952 | 27. April 1956     | 6                              |
| 11  | Floyd Patterson     | 30. November 1956  | 26. Juni 1959      | 4                              |
| 12  | Ingemar Johansson   | 26. Juni 1959      | 20. Juni 1960      | 0                              |
| 13  | Floyd Patterson (2) | 20. Juni 1960      | 25. September 1962 | 2                              |

Weltmeistertitel im Schwergewicht der anderen bedeutenden Verbände: WBC – WBA – IBF – WBO – NYSAC